# Lilak chiński
Lilak chiński, bez chiński (Syringa × chinensis) – gatunek krzewu z rodziny oliwkowatych. Jest mieszańcem powstałym z dwóch gatunków lilaka perskiego S. persica i lilaka pospolitego S. vulgaris. Występuje tylko w uprawie, przy czym odkryty miał zostać w Rouen w 1777. Nazwa naukowa i zwyczajowa jest wynikiem błędnego a rozpowszechnionego przekonania, że pochodzi z Chin. 

## Morfologia

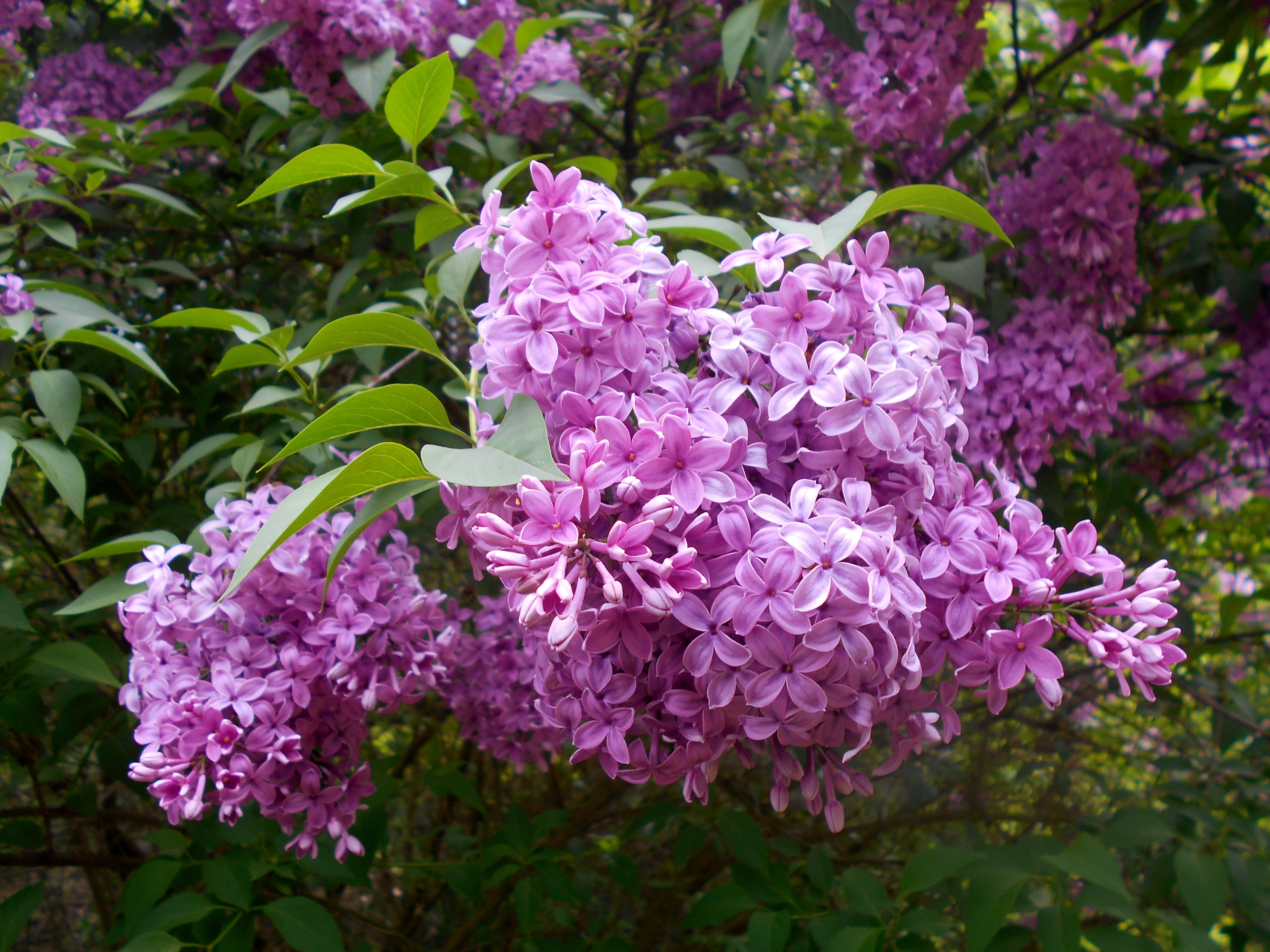
Kwiatostany

PokrójKrzew o wysokości maksymalnej do 5 m, choć zwykle nie przekracza 4 m. Pędy liczne, łukowate, w efekcie krzew rozłożysty.
LiścieJajowate lub jajowatolancetowate.
KwiatySilnie pachnące, zebrane w dużych i luźnych wiechach. Kielich i korona 4-krotne, korona okazała rurkowatolejkowata, z łatkami na końcu rozpostartymi. Pręciki są dwa, słupek pojedynczy.
OwoceTorebki wysychające i pozostające na krzewach do zimy.

## Zastosowanie i uprawa
Ozdobny krzew dobrze znoszący warunki miejskie. Wygląda efektownie sadzony pojedynczo oraz w grupach i nieformalnych żywopłotach. Najlepiej rośnie na glebach średnio wilgotnych, żyznych, przepuszczalnych, w miejscach nasłonecznionych (w półcieniu kwitnie mniej obficie). Usuwanie przekwitających kwiatostanów zwiększa intensywność kwitnienia w roku kolejnym.